# Baard-paddenkopagame
De baard-paddenkopagame (Phrynocephalus mystaceus) is een hagedis uit de familie der paddenkopagamen. Ze komen voor in Azië en het Midden-Oosten in droge zandwoestijnen. Ze hebben de zeldzame mogelijkheid roze flappen open te zetten aan weerszijden van de mond. Zo lijkt het dier angstaanjagender en dit wordt gebruikt om roofdieren op afstand te houden. De baard-paddenkopagame kent verschillende ondersoorten die elk in een ander gebied voorkomen. De grootste is de Phrynocephalus mystaceus galli die zo'n 24 centimeter in lengte kan worden.

## Levenswijze
De baard-paddenkopagame is een goede graver. Ze leven in zandwoestijnen en steppes in Centraal-Azië, Iran, Turkmenistan, Oezbekistan, Kazachstan, Afghanistan tot zelfs gebieden in Rusland en China. Ze voeden zich met insecten zoals kakkerlakken en krekels. Verder heeft de soort een typisch zandpatroon op zijn rug waardoor hij niet snel opvalt in zijn omgeving. Dit is cruciaal om niet ten prooi te vallen aan jagers. Ter verdediging heeft de agamen zijn flappen aan de zijkanten van zijn mond. Hij gebruikt dit als een soort extreme vorm van imponeergedrag. De wangen worden letterlijk opengeklapt zodat het dier een enorme bek lijkt te hebben. Ze kunnen echter amper schade toebrengen en zijn ongevaarlijk voor mensen.
De baard-paddenkopagame is eierleggend.
1. ↑  (en) Baard-paddenkopagame op de IUCN Red List of Threatened Species.